# Elio Costa
Elio Costa (Maierato, 21 agosto 1940) è un ex magistrato e politico italiano, sindaco di Vibo Valentia dal 2002 al 2005 e dal 2015 al 2019.